# Еврейско-хазарская переписка
Евре́йско-хаза́рская перепи́ска — собирательное название, объединяющее три произведения середины X века:
1. Письмо сановника Кордовского халифата Хасдая ибн Шафрута к хазарскому царю (беку) Иосифу
2. Ответное письмо царя Иосифа
3. Фрагмент ответного письма подданного Иосифа, неназванного хазарского еврея (так называемый Кембриджский Аноним)

Произведения написаны на древнееврейском языке. Сохранились в виде копий в ряде средневековых рукописей. Это единственные письменные источники хазарского происхождения. Содержат уникальные сведения по политической и религиозной истории, социально-экономическому устройству, географии Хазарии и её взаимоотношениям с соседними государствами, в том числе с Русью.

## Обстоятельства создания
Инициатором переписки стал Хасдай ибн Шафрут — высокопоставленный еврей при дворе кордовского халифа Абд-ар-Рахмана III. Являясь фактически вторым лицом в государстве, заведуя финансами и дипломатическими контактами, Хасдай стремился покровительствовать еврейским общинам в других странах. От восточных купцов, прибывших в Кордову из Хорасана, он узнал о существовании хазар, которые имеют собственное государство и исповедуют иудаизм. Это известие произвело на него ошеломляющее впечатление, и он воспринял его с недоверием, поскольку евреи с эпохи рассеяния не имели собственной государственности. Через некоторое время в Кордову прибыли византийские послы, которые подтвердили Хасдаю эту информацию и уточнили, что Хазария находится рядом с Византией, и нынешнего хазарского царя зовут Иосиф. Тогда Хасдай написал ему письмо, в котором, выражая своё восхищение беспрецедентным фактом существования независимого иудейского государства, рассказывал о себе и спрашивал о различных аспектах устройства Хазарии.
Для передачи послания Хасдай направил в Константинополь своего слугу Исаака бен Натана, но византийцы отказались пропустить его через свою территорию, сославшись на то, что дальнейшие земли контролируются враждебными народами. Исаак провёл при императорском дворе шесть месяцев и вернулся в Испанию. Тогда Хасдай решил отправить письмо через Ближний Восток и Армению. Однако двое немецких евреев, мар Саул и мар Иосиф, взялись переправить его через Центральную Европу. В итоге письмо было доставлено через Германию, Венгрию, Русь и Волжскую Булгарию. Непосредственно хазарскому царю его доставил другой немецкий еврей — рабби Иаков бен Элиэзер.

## Письмо Хасдая

### Датировка
Время составления письма определяется по событиям, упомянутым в тексте: не ранее 954 года (посольство в Кордову от Оттона I) и не позднее 15 октября 961 года (конец правления Абд-ар-Рахмана III).

### Содержание
Письмо, вероятно, было записано со слов Хасдая его личным секретарём — Менахемом ибн Саруком, чьё имя вместе с именем Хасдая присутствует в виде акростиха в начальных строчках рифмованного приветствия. Текст начинается с пространной поэмы пожелания благ адресату, затем Хасдай рассказывает о себе и приводит основные сведения об Испании. Далее он сообщает, как собирал известия о Хазарии и описывает свои попытки связаться с царём. Хасдай постоянно подчёркивает своё восхищение фактом существования иудейского царства, отмечая, что это известие укрепит моральный дух евреев. В заключении он просит царя рассказать о Хазарии и задаёт около 20 вопросов о различных аспектах истории и современного устройства Хазарии: как произошло появление израильтян в этом регионе, размер страны, её география, отношения с соседями, политическое устройство, размер армии и количество собираемой дани. В конце Хасдай пишет, что готов лично посетить Хазарию и спрашивает, знает ли хазарский царь о «времени конца чудес» — дате избавления еврейского народа.

## Ответное письмо царя Иосифа

### Содержание
Ответное письмо написано от лица Иосифа бен Аарона — фактического главы Хазарии, управлявшего страной от имени кагана. Себя он называет «царём» (евр. ha-мелех). Текст начинается с краткого приветствия и вежливых слов в адрес Кордовского халифата и пересказа основных моментов письма Хасдая. Иосиф сообщает, что его предки ранее поддерживали отношения с предками халифа (имеются в виду Омейяды). Далее Иосиф сразу же переходит к ответам на вопросы. Примечательно, что он дал ответ не на все из них (примерно на 2/3). Он сообщает, что хазары происходят от потомства Иафета, то есть не скрывает, что они не являются семитами. Возвышение хазар произошло в ходе победоносной войны с многочисленными В-н-н-т-р‛ами (оногурами—болгарами ). Далее значительная часть письма посвящена обстоятельствам обращения хазар. Рассказывается история предка Иосифа — царя Булана, который добровольно перешёл в иудаизм, когда ему во сне дважды явился ангел. Значительное место отводится описанию религиозной полемики, состоявшейся между прибывшими к Булану иудейским, христианским и исламским священниками. В ходе спора христианин признал торжество иудаизма над исламом, а мусульманин — иудаизма над христианством. Затем Иосиф рассказывает о потомке Булана — Обадии, правившем несколько поколений спустя. Он провёл крупные религиозные реформы, в частности ввёл Талмуд, сделав хазарский иудаизм ортодоксальным. С него начинается непрерывный перечень имён 12 (в другом варианте 11) последовательно правивших царей. Род Иосифа происходил от брата Обадии — Ханукки. После исторической части письма следует географическое описание Хазарии. Для Крыма в настоящее время установлен ряд населённых пунктов, упомянутых в письме и существующих по сей день. Иосиф перечисляет племена, которые платят ему дань, и описывает столицу страны, расположенную на реке Итиль и состоящую из трёх частей. Рассказывает, что он вместе с другими хазарами на весну и лето уезжает из города на кочёвки. В конце он сообщает, что его главной внешнеполитической заботой являются русы, которых он не пускает проходить кораблями в Каспийское море и по суше к Дербенту, намекая этим на то, что защищает от их натиска исламский мир. Данная реплика является свидетельством русско-хазарской напряжённости накануне разгрома каганата Святославом Игоревичем в 965 году. В остальном в письме нет ничего, что говорило бы о предчувствии скорого краха. В конце Иосиф сообщает, что не знает о конце чудес, и говорит, что будет очень рад увидеть Хасдая.

### Редакции
Текст письма дошёл в двух редакциях — краткой и пространной. Полагают, что они обе восходят к утраченному оригиналу, либо же краткая является более поздней переделкой пространной. Пространная редакция, судя по вставке в тексте, была создана около 1070 года. Исходный текст в ней сохранился лучше. Она отличается более полным перечнем народов, окружающих Хазарию, список царей содержит на одно имя больше (Аарон I), и др. Пересказ письма с обширной цитатой (иногда называемый третьей редакцией) содержится в трактате испанского еврея Иегуды Барзилая (Барселонца) «Книга времён», написанном между 1090 и 1105 годами. Он близок к пространной редакции.

### История изучения. Дискуссия о подлинности

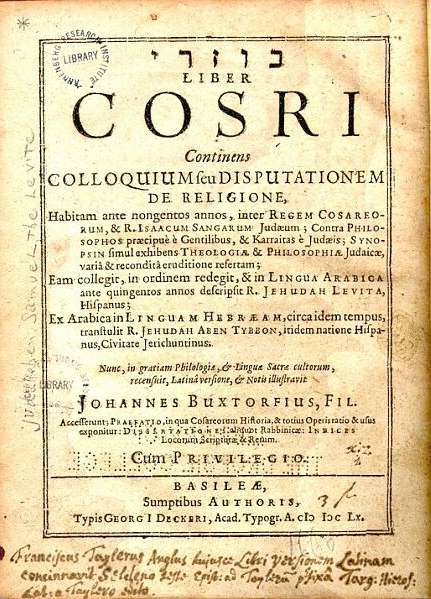
Обложка издания Буксторфа, 1660 год

Письма Хасдая и Иосифа (краткая редакция) впервые были изданы в 1577 году в Константинополе Исааком Акришем в его книге «Голос посланца благой вести» («Коль мэвасэр»). Акриш, еврей из числа сефардов, изгнанных из Испании, интересовался тем же, что и Хасдай — поиском примеров еврейской государственности. Он решил напечатать переписку, чтобы поднять дух евреев. Какой рукописью он пользовался, неизвестно. Из его слов можно заключить, что она была найдена в Константинополе или в Каире. Этот вариант текста очень близок к тому, который позднее стал известен в Европе, в т. н. Оксфордской рукописи. В 1660 году письма по тексту Акриша в оригинале и в переводе на латынь издал немецкий гебраист И. Буксторф-младший, поместив их в качестве приложения к «Хазарской книге» Иегуды Галеви. Буксторф не рассматривал Переписку как исторический источник, считая её подделкой XVI века. Большинство последующих исследователей придерживалось того же мнения. В России первое издание памятника осуществили К. Коссович в 1845 году (письмо Хасдая) и Д. Гартенштейн в 1847 году (письмо Иосифа). В 1874 году петербургским востоковедом А. Гаркави среди еврейских рукописей, доставленных из Каира известным караимским учёным А. С. Фирковичем, была найдена пространная редакция ответа Иосифа. Это породило новую волну скептицизма, поскольку некоторые рукописи (в том числе по хазарской истории) были Фирковичем сознательно подделаны. Многочисленные подтверждения данных переписки во вводимых в научный оборот арабских и византийских источниках о хазарах скептики объясняли заимствованиями. Убедительные доказательства обратного появились в 1920-х годах. В 1924 году в Британском музее было обнаружено произведение Иегуды Барзилая с древнейшим вариантом ответа. Это означало, что переписка имеет средневековое происхождение, а не сочинена Акришем в XVI веке. В 1931 году Я. Манн опубликовал отрывки других писем Хасдая, в одном из которых тоже упоминались хазары. Наконец в 1932 году советский семитолог П. К. Коковцов осуществил первое критическое издание всех трёх текстов по всем известным рукописям (последнее по времени издание на русском языке). Письма Хасдая и Иосифа он твёрдо признал подлинными. Тем не менее, и после этого некоторые учёные того времени (Г. Грегуар, П. Питерс и др.), признавая подлинность письма Хасдая, продолжали категорически отрицать подлинность письма Иосифа. Среди претензий скептиков: география Крыма, этот регион описан наиболее подробно и содержит названия, появившиеся только в XIII веке, запутанное географическое описание рек, названия которых с трудом поддаются идентификации, и Каспий как будто оказывается на востоке. С точки зрения сторонников подлинности документа, это можно объяснить искажениями переписчиков. В 1940-х годах А. Поляком в Израиле и чуть позже и независимо от него Б. А. Рыбаковым в СССР было высказано мнение, что письмо является пропагандистским памфлетом, созданным после падения Хазарии с целью поднятия духа у евреев. Эта теория была убедительно опровергнута Д. М. Данлопом и М. И. Артамоновым, выпустившими первые обобщающие монографии по истории хазар (в 1954 и 1939/1962 годах соответственно). Данлоп отметил, что Иосиф, наоборот, замалчивает многие неудобные вопросы. Артамонов обнаружил ряд более глубоких, чем при простой компиляции, соответствий с другими источниками. С этих пор в научном сообществе подлинность письма сомнению не подвергается.

## Ответное письмо неизвестного еврея
Третий памятник переписки обычно называется по месту нахождения Кембриджским письмом или Кембриджским Анонимом, либо по имени первооткрывателя «письмом Шехтера». Начало и конец документа отсутствуют, поэтому имя автора неизвестно, адресат и обстоятельства возникновения не очевидны. Как следует из уцелевшей части текста, автор послания находился в Константинополе. Он называет себя евреем, царя Иосифа своим господином и Хазарию своей страной. Это заставляет определить его как придворного. Адресат письма, также не названный по имени, некий господин, чьи послы прибыли в Константинополь из средиземноморской страны. Это обстоятельство вместе с самим содержанием текста делает практически бесспорным идентификацию адресата с Хасдаем ибн Шапрутом, а само послание с ещё одним ответом (на этот раз частного характера) на тот же запрос о Хазарии.

### Датировка
Время написания письма определяется исследователями по-разному. Последнее событие, упомянутое в тексте, можно отнести к 945 году. Вероятна связь письма с посольством Исаака бен Натана в Византию, в этом случае его можно датировать 949 годом.

### Содержание
Уцелевший текст состоит из трёх тематических частей: истории появления в Хазарии еврейской общины и варианта легенды об обращении хазар, рассказа о правлении трёх последних хазарских царей: Вениамина, Аарона II и Иосифа, (их имена названы и в ответе Иосифа) и географического описания, на котором текст обрывается.
Текст начинается с рассказа о евреях, бежавших из Армении или через Армению (в широком смысле название тогда могло обозначать всё Закавказье), спасаясь от гонений. Они поселились среди хазар и породнились с ними. Долгое время они почти не соблюдали нормы иудаизма. Версия обращения хазар, изложенная далее, существенно отличается от официального варианта в письме Иосифа. Инициатором называется некий еврей, которого хазары избирают царём за военную доблесть. Он решает вернуться к вере предков под влиянием набожной жены. Узнав об этом, византийцы и арабы обращаются к хазарским вождям с призывом отвергнуть религию угнетаемых евреев. Вождь евреев организует перед хазарской знатью диспут между проповедниками трёх религий. Проповедники не могут переспорить друг друга, и хазарские вожди предлагают им истолковать непонятные книги, хранящиеся в пещере. Книги оказались Торой, и тогда хазары перешли в иудаизм. После этого они сделали своего вождя царём (то есть его власть стала наследственной) и нарекли его именем Сабриель. Одновременно из числа еврейских мудрецов был избран каган, который стал исполнять функции судьи. Как отмечают современные исследователи, это попытка автора объяснить своему корреспонденту систему хазарского двоевластия, что выгодно отличает этот ответ от ответа Иосифа, где существование кагана замалчивается. В целом, вариант легенды представляет собой взгляд еврейской общины каганата, смешивая хазар и евреев, и трактуя переход хазар не как обращение, а как возвращение.
От Сабриеля рассказ переходит к войнам хазар в правление трёх его потомков. Рассказывается о войне, которую пришлось вести царю Вениамину с коалицией нескольких кочевых народов, которых против хазар направила Византия. При сыне Вениамина — Аароне Византия побудила напасть на хазар аланского царя. Наиболее подробно описано современное автору царствование Иосифа. В Византии в этот период правил император Роман I Лакапин (920—944). Он начал гонения на евреев, в ответ Иосиф подверг преследованию христиан. Результатом стало русско-хазарско-византийское столкновение. Описан захват «царём Руси» Хельгом хазарского города Самкерц, ответный победоносный поход хазарского полководца Песаха, который разбил войско Хельга, что в интерпретации автора письма означало подчинение Руси хазарам. Песах принудил русов к походу на Византию. Поход оказался неудачным, так как русский флот был сожжён греческим огнём, и Хельг, устыдившись возвращаться на родину, отправился со своей дружиной в Персию, где погиб. Есть все основания полагать, что здесь с хазарской стороны описываются русский поход на Византию 941 и последующий поход в Закавказье в 944/945. Имя Хельг является максимально близкой к оригинальной форме передачей скандинавского имени Олег.
Конец рукописи посвящён географической информации. Рассказывается о местоположении Хазарии относительно Средиземного моря и указывается, что столица страны называется Казар. Последняя сохранившаяся фраза перечисляет народы, воюющие с хазарами в момент написания письма (русы, аланы, Дербент) (в зависимости от грамматических нюансов можно перевести двояко, как воюющих против или, наоборот, вместе).
Многие аспекты в письме трактуются по-иному, чем в ответе Иосифа. Однако в целом два варианта не столько противоречат, сколько дополняют друг друга.

### История изучения. Дискуссия о подлинности
Письмо было открыто профессором Кембриджского университета Соломоном Шехтером среди документов Каирской генизы. Впервые опубликовано в 1912 году. В 1913 году Павел Коковцов издал его русский перевод. Как и ранее вся переписка, письмо Анонима вызывало сомнения в аутентичности. Исследователей смутили его расхождения с данными письма Иосифа (в ряде случаев заметно бо́льшая тенденциозность и др.). Русских учёных больше всего заинтересовала фигура Хельга, но ставило в тупик несоответствие с хронологией Повести временных лет и подчинение Руси хазарам. П. К. Коковцов первоначально признал документ подлинным, однако в итоговой публикации 1932 года изменил своё мнение. Он обнаружил в нём параллели с еврейским хронографом Иосиппоном. Это сочинение является переделкой «Иудейской войны» Иосифа Флавия и было создано в Италии в середине X века. Эта дата, по мнению Коковцова, делает невероятным то, что автор Кембриджского документа был современником Хасдая и Иосифа. В итоге Коковцов сделал вывод, что письмо создано после падения Хазарии, в XI веке, как пропагандистский вариант ответа Хасдаю. Содержащиеся в нём оригинальные сведения он гипотетически отнёс к некоему утраченному византийскому произведению. После него мнение о позднем происхождении поддержал А. П. Новосельцев. Д. Данлоп признал источник подлинным, хотя и не так уверенно, как письмо Иосифа. Другие исследователи (Ю. Д. Бруцкус, В. А. Мошин, М. И. Артамонов, К. Цукерман) вслед за Шехтером безоговорочно идентифицировали его с ответом в адрес Хасдая. Вопрос получил положительное разрешение в недавней публикации американского гебраиста Н. Голба, который в 1982 году заново перевёл письмо. Некоторые спорные чтения рукописи удалось уточнить благодаря фотосъёмке в ультрафиолетовых лучах, выполненной сотрудниками университетской библиотеки Кембриджа. Голб установил, что Иосиппон возник ранее, чем полагал Коковцов, и доказал, что Кембриджский документ является частью кодекса других писем Хасдая.

## Упоминания в других источниках
От дипломатической корреспонденции Хасдая сохранилось (полностью или частично) ещё четыре письма. В одном из них, которое является отрывком послания, предположительно, к византийской императрице Елене или Феофано, он упоминает о Хазарии и просит предоставить корабль. В другом письме, адресованном евреям Прованса, фигурируют мар Саул и мар Иосиф, а текст написан тем же почерком, что и письмо Анонима. Не исключено даже (хотя и маловероятно), что Хасдаю удалось самому посетить Хазарию, о чём может свидетельствовать упоминание у арабского путешественника Ибн Хаукаля, который в 948 году посетил Кордову. В одной из рукописей его сочинения на карте имеется приписка, которая гласит, что Хасдай ибн Исхак (арабизированное имя Хасдая ибн Шапрута) посещал кавказские страны и встречался с их царями.
О том, что хазарский царь Иосиф направлял письмо Хасдаю, есть два прямых упоминания у еврейских авторов Испании XII века. Иегуда бен Барзилай между 1090 и 1105 годами пересказывает письмо Хасдая и цитирует начальную часть письма Иосифа, замечая при этом, что не может судить, являются ли они подлинными или нет. Другой автор — Авраам ибн Дауд в трактате «Книга Предания» (1160-е годы) упоминает о переписке и говорит, что видел потомков хазар в Толедо.
Иегуда бен Барзилай также подтверждает и существование письма Анонима. Он сообщает, что видел копию письма, написанную евреем из Константинополя, и очень кратко излагает его тематику.

## В культуре
Переписка упоминается в романе Милорада Павича «Хазарский словарь».

## Рукописи
- Письмо Хасдая вместе с краткой редакцией письма Иосифа — рукопись XVI века. Хранится в библиотеке церкви Христа в Оксфорде.
- Издание Исаака Акриша — хранится в Бодлианской библиотеке Оксфорда.
- Фрагмент стихотворного приветствия в начале письма Хасдая — рукопись позднего времени, из коллекции А. Фирковича. Хранится в Петербургской публичной библиотеке.
- Пространная редакция письма Иосифа — рукопись XII—XIII веков. Найдена в генизе каирской синагоги Дар-Симха, из коллекции А. Фирковича. Хранится в Петербургской публичной библиотеке.
- Письмо Анонима — рукопись XI века. Найдена в генизе каирской синагоги Бен Эзры. Хранится в библиотеке Кембриджского университета.

## Переводы
- И. Букстроф Liber Cosri continens colloquium seu disputateonem de religione habitam ante nongentos annos inter regem Cosareorum et R. Isaacum Sangarum Judaeum… recensuit. latina versione et notis illustravit Johannes Buxtorfius fil. — Basileae, 1660.
- Гаркави А. Я. Сказания еврейских писателей о хазарах и Хазарском царстве. — СПб., 1874.
- Коссович К. Извлечение из письма Рабби Хисдай бэн Ицхак к царю Хазарскому / Пер. с еврейского // Сборник исторических и статистических сведений о России и народах ей единовременных и единоплеменных. — Т. 1. — 1845.
- Гартштейн Д. Два еврейских письма о хазарском царстве // Чтения в Императорском обществе истории и древностей российских при Московском Университете. — 1847. — № 6.
- Schechter S. An Unknown Khazar Document // JQR. New series. — 1912. — V. 3. — N2.
- Коковцов П. К. Новый еврейский документ о хазарах и хазаро-русско-византийских отношениях в X в. // Журнал Министерства народного просвещения. — 1913. — Ч. XLVIII. Ноябрь.
- Бруцкус Ю. Д. Письмо хазарского еврея от X в. // Еврейская мысль. — Т. 1. — Пг., 1922.
- Mosin V. Les Khazares el les Byzantins d’apres l’Anonyme de Cambridge // Byzantion 1931. — V. 1.
- Коковцов П. К. Еврейско-хазарская переписка в X веке. — Л., 1932.
- Golb N., Pritsak O. Khazarian Hebrew documents of the tenth century. — London, 1982.
- Голб Н., Прицак О. Хазарско-еврейские документы X века / Пер. с англ. — М.-Иерусалим, 1997. Изд. 2-е, испр. и доп. — Научная редакция, послесловие и комментарии В. Я. Петрухина. — Иерусалим: Гешарим, 5763 — М.: Мосты культуры, 2003.